# Biram Kayal
Pour les articles homonymes, voir Biram (homonymie).
Biram Kayal ou Beram Kiyal, né le 2 mai 1988 à Jadeidi-Makr (en), est un footballeur international israélien. Il joue au poste de milieu relayeur au Bnei Sakhnin.

## Biographie

### En club
Biram Kayal commence le football et entre dans le centre de formation du Maccabi Haïfa en 2004 à l'âge de 16 ans.
Il fait sa première apparition en équipe professionnelle lors de la saison 2005-2006 où il intègre l'équipe première. Il devient de plus en plus précieux pour l'équipe israélienne et fait des saisons pleines avec son club. Il est donc champion d'Israël.
À la fin de la saison 2008-2009, il est champion d'Israël pour la deuxième fois de sa carrière.
Après avoir joué 6 matchs en matchs qualificatifs pour la Ligue des Champions, il découvre la phase de groupe le 15 septembre 2009 contre le Bayern Munich (0-3) en rentrant à la 68e minute à la place de son compatriote Ali Osman. Le match suivant il se fait expulser contre Bordeaux.
Il découvre un nouveau championnat en signant avec le club écossais du Celtic Glasgow en juillet 2010. Le transfert est évalué à 1,6 million d'euros.
Le 23 janvier 2015 il rejoint Brighton & Hove Albion.
Le 8 août 2019, il est prêté à Charlton Athletic.
En novembre 2020, il fait son retour en Israël et s'engage pour trois saisons en faveur de Bnei Sakhnin.

### En sélection nationale
Après avoir participé aux tours qualificatifs, Biram participe au Championnat d'Europe des moins de 17 ans 2005 avec l'Israël des moins de 17 ans où il joue deux matchs il marque même un but contre la Croatie (2-4). Israël termine quatrième de son groupe.
Le 6 septembre 2008, il honore sa première sélection avec Israël contre la Suisse (2-2) pour le compte des éliminatoires de la Coupe du monde 2010, il rentre à la 62e minute à la place de Moshe Ohayon.

## Palmarès

### En club
- Maccabi Haïfa
  - Champion d'Israël en 2006 et 2009
  - Finaliste de la Coupe d'Israël en 2009 (en)

- Celtic Glasgow
  - Champion d'Écosse en 2012, 2013 et 2014 et 2015
  - Vainqueur de la Coupe d'Écosse en 2011 et 2013 (en)

- Brighton & Hove Albion
  - Vice-champion d'Angleterre de Championship en 2017

### Distinction personnelle
- Membre de l'équipe-type de Scottish Premier League en 2011 (avec le Celtic Glasgow)

## Carrière
| Saison    | Club           | Pays                    | Championnat        | Coupe nationale | Coupe continentale | Sélection Israël |
| --------- | -------------- | ----------------------- | ------------------ | --------------- | ------------------ | ---------------- |
| 2005-2006 | Maccabi Haïfa  | Liga ha'Al              | 2 matchs           | -               | -                  | -                |
| 2006-2007 | Maccabi Haïfa  | Liga ha'Al              | 4 matchs           | -               | -                  | -                |
| 2007-2008 | Maccabi Haïfa  | Liga ha'Al              | 29 matchs / 1 but  | -               | -                  | -                |
| 2008-2009 | Maccabi Haïfa  | Liga ha'Al              | 30 matchs / 4 buts | 3 matchs        | -                  | 8 matches        |
| 2009-2010 | Maccabi Haïfa  | Liga ha'Al              | 27 matchs / 1 but  | -               | 10 matchs (C1)     | 5 matchs         |
| 2010-2011 | Celtic Glasgow | Scottish Premier League | 21 matchs / 2 buts | 7 matchs        | 2 matchs (C3)      | 5 matchs / 1 but |
| 2011-2012 | Celtic Glasgow | Scottish Premier League | 18 matchs          | 2 matchs        | 7 matchs (C3)      | 3 matchs         |

Dernière mise à jour le 15 mai 2011